# Imagine: John Lennon (Music From The Motion Picture)
Pour les articles homonymes, voir Imagine: John Lennon.
Albums de John Lennon
Menlove Ave.
(1986) Lennon
(1990)
Imagine: John Lennon est la bande originale du documentaire homonyme, sorti en 1988. Elle comprend des titres de John Lennon issus de sa carrière au sein des Beatles et de sa carrière solo.

## Liste des chansons
Sauf mention contraire, les chansons sont de John Lennon et l'astérisque dénote celles créditées à John Lennon/Paul McCartney :
Face 1
1. Real Love (version démo) – 2:48
2. Twist and Shout (Phil Medley/Bert Russell) - 2:33
3. Help!* - 2:18
4. In My Life* - 2:25
5. Strawberry Fields Forever* - 4:07
6. A Day in the Life* - 5:06

Face 2
1. Revolution* - 3:24
2. The Ballad of John and Yoko* - 2:58
3. Julia* - 2:54
4. Don't Let Me Down* - 3:34
5. Give Peace a Chance[n 1] - 4:53

Face 3
1. How? - 3:41
2. Imagine (répétition) - 1:25
3. God - 4:09
4. Mother - 4:45
5. Stand by Me (Ben E. King, Jerry Leiber et Mike Stoller) - 3:28

Face 4
1. Jealous Guy - 4:14
2. Woman - 3:33
3. Beautiful Boy (Darling Boy) - 4:05
4. (Just Like) Starting Over - 3:59
5. Imagine - 3:02

## Classement
| Classement (1975)             | Meilleure position |
| ----------------------------- | ------------------ |
| Royaume-Uni (UK Albums Chart) | 64                 |